# Camponotus noveboracensis
Camponotus noveboracensis é uma espécie de inseto do gênero Camponotus, pertencente à família Formicidae.